# Рагби клуб Ажен
Ажен (енгл. Sporting Union Agen Lot-et-Garonne) је француски рагби јунион клуб из места Ажен који се такмичи у Топ 14. Ажен је успешан француски рагби јунион тим, 1998. играо је финале џелинџ купа, а 8 пута је освајао титулу шампиона Француске. Боје дреса Ажена су плава и бела, међу познатим рагбистима који су играли за овај тим су Кристоф Ламаисон, Рупени Кауканибука, Омар Хасан...
- Куп европских шампиона у рагбију

- Финалиста (1) : 1998.

- Топ 14

- Шампион (8) :1930, 1945, 1962, 1965, 1966, 1976, 1982, 1988.

Први тим
Беноит Сикарт
Ерони Васитери Нарумаса
Џејкоб Ботика
Џорџ Тисли
Тејлор Парис
Јохан Седи
Лионел Мазарс
Клемент Дарбо
Лук Хамилтон
Марк Баџет
Апи Наикатини
Том Мурдеј
Вилијам Демоте
Дејв Рајан
Џејсон Маршал
Вилиаму Афатиа
Квентин Бетуне
Артур Жоли
Лео Бастијен
Сионе Тау
Лаитиа Таготаго
Винсент Ру
Алексис Балес
Пол Абади